# فيصل آل عباس
فيصل آل عباس مواليد 22 فبراير 2001 في نجران، السعودية، هو لاعب كرة قدم سعودي لعب سابقاً في نادي نجران.

## الحياة الشخصية
هو شقيق اللاعب صالح آل عباس.

## مسيرة اللاعب
تم تسجيله في كشوفات درجة الشباب بنادي نجران في أكتوبر 2019 و صعد بعدها بسنة للفريق الأول ولعب معهم حتى عام 2024.